# Kim Lip
"Kim Lip" é o sexto single do projeto pre-debut do girl group sul-coreano LOOΠΔ. Foi lançado digitalmente em 23 de maio de 2017 e fisicamente em 26 de maio de 2017, pela Blockberry Creative e distribuída por CJ E&M. Ele apresenta a integrante Kim Lip e contém duas músicas solo, "Eclipse" e "Twilight".

## Lançamento e promoções
Em 15 de maio de 2017, a sexta integrante, Kim Lip, foi revelada.
Em uma postagem na página oficial do grupo no Facebook, em 17 de maio de 2017, o single album de Kim Lip foi descrito como "um vislumbre a um novo lado do Loonaverse", citando um novo estilo de produção comparado aos lançamentos anteriores.
Para celebrar o fato do videoclipe de "Eclipse" haver alcançado 300.000 visualizações, uma Versão de Coreografia foi lançada em 28 de maio; em apenas seis dias após o MV normal.
Para celebrar o lançamento do single, Kim Lip teve eventos de autógrafos em Seul.

## Faixas
A faixa principal, 'Eclipse' é um R&B urbano produzido por Daniel Obi Klein, produtor do aclamado álbum 'The Anecdote' do E-Sens. Kim Lip diz sem hesitação alguma que "o amor simplesmente acontece, como se fosse destinado" na letra da música.
"Até a luz da lua tem a mesma sensação que você", ela fala na faixa seguinte intitulada 'Twilight', cantando através de uma noite sem sono sob a lua. Cha Cha Malone, produtor de AOMG, e Song Jieun escreveu esta música para Kim Lip, adicionando um tom mais profundo para a cor vermelha da integrante.

## Videoclipe
O clipe de "Eclipse" foi gravado em Gimcheon. No começo, Kim Lip chega a um edifício abandonado e solta sua mochila no chão ao entrar no local. No meio do lugar, há um objeto vermelho e circular semelhante a um palco, em que ela sobe e começa a dançar e cantar sua música. As cenas de dança variam eventualmente, alternando entre várias gravações diferentes em que Kim Lip performa a coreografia impecavelmente, assim como os dançarinos de fundo. O vídeo também intercala as cenas de dança com cenas com foco nos olhos (e face) de uma coruja, ou em cenas com foco apenas no rosto de Kim Lip (ambos com objetos semelhantes a auréolas vermelhas ao redor de suas cabeças). Há também cenas que mostram o edifício de cima, mostrando as árvores em redor estarem coloridas de vermelho; e também cenas mostrando o que aparenta ser um eclipse lunar. O videoclipe contém um aspecto mais maduro e sofisticado que os anteriores, sendo classificado para pessoas acima de 15 anos na Coreia do Sul.

## Lista de faixas
| N.º            | Título         | Letras                             | Música                                   | Arranjo          | Duração |  |
| 1.             | "Eclipse"      | Park Jiyeon, Hwang Hyun (MonoTree) | Daniel Obi Klein, Charli Taft            | Daniel Obi Klein | 3:51    |  |
| 2.             | "Twilight"     | Lee Jieun, Kim Taeseong            | Cha Cha Malone, Kim Taeseong, Song Jieun | Cha Cha Malone   | 3:06    |  |
| Duração total: | Duração total: | Duração total:                     | Duração total:                           | Duração total:   | 6:57    |  |

## Desempenho nas paradas
| Parada                   | Melhores posições | Vendas        |
| ------------------------ | ----------------- | ------------- |
| Gaon Weekly Album Chart  | 14                | - KOR: 1,677+ |
| Gaon Monthly Album Chart | 51                | - KOR: 1,677+ |